# Det finns en särskild plats i helvetet för kvinnor som inte hjälper varandra
Det finns en särskild plats i helvetet för kvinnor som inte hjälper varandra (ISBN 91-642-0164-3) är en bok skriven av författaren Liza Marklund och konsulten Lotta Snickare, utgiven av Piratförlaget 2005.
Boken är avsedd för alla kvinnor, såväl för expediter som företagschefer, som har samma problem i sin karriär. Bokens syfte är att ge en realistisk bild över hur det ser ut på olika arbetsplatser utifrån både mäns och kvinnors perspektiv. 
Bokens titel är ett citat av Madeleine Albright; "There's a special place in hell for women who don't help each other." 